# Jacinto Quincoces
Jacinto Francisco Fernández de Quincoces López de Arbina conosciuto come Jacinto Quincoces (Barakaldo, 17 luglio 1905 – Valencia, 10 maggio 1997) è stato un calciatore e allenatore di calcio spagnolo, di ruolo difensore.

## Biografia
Suo nipote Juan Carlos Díaz Quincoces (detto anche Quincoces II) fu un calciatore, diventò capitano del Valencia negli anni '60 e collezionò diverse presenze con la Nazionale spagnola. Jacinto fu il suo allenatore al Valencia.

## Carriera
Quincoces fu uno dei migliori difensori della sua epoca. Esordì nel Deportivo Alavés, con cui ottenne una promozione nella Liga e vi giocò per una stagione totalizzando 18 presenze prima di passare al Real Madrid, con il quale vinse due campionati (1931 e 1932) ed una Coppa del Re (1933).
In seguito intraprese la carriera da allenatore, che lo portò a sedere per due partite sulla panchina della nazionale spagnola e a vincere una Coppa del Re con il Real Madrid (1946). Successivamente fu presidente della Federazione della Palla valenciana.

## Palmarès

### Giocatore
- Campionato spagnolo: 2 
Real Madrid: 1931-32, 1932-1933
- Coppa di Spagna: 2 
Real Madrid: 1933-1934, 1935-1936

### Allenatore
- Coppa di Spagna: 3 
Real Madrid: 1945-1946
Valencia: 1948-1949, 1953-1954